# Katastrofa lotu Sudan Airways 139
Katastrofa rejsu Sudan Airways lot 139, która wydarzyła 8 lipca 2003. Boeing 737-200 (nr rej. ST-AFK), linii Sudan Airways, lecący z Port Sudan do Chartumu, rozbił się w trakcie podchodzenia do awaryjnego lądowania. Na miejscu zginęło 116 osób, ocalał 2-letni chłopiec.

## Samolot
Boeing, który uczestniczył w wypadku, odbył swój pierwszy lot 29 sierpnia 1975 roku. Numer rej. to ST-AFK.

## Przebieg wydarzeń
Boeing 737-200 wystartował z lotniska Port Sudan New International Airport do Chartumu we wczesnych godzinach porannych. Na pokładzie znajdowało się 106 pasażerów i 11 członków załogi. 15 minut po starcie, kapitan samolotu poinformował wieżę kontrolną o awarii jednego z silników i o decyzji powrotu do Port Sudan. Maszyna podchodziła do lądowania podejściem ILS, na pas nr 35. Widoczność wynosiła 2,5 mili. Załoga nie zauważyła pasa startowego, gdy piloci zauważyli ziemię, było za późno. Boeing 737-200 w wyniku uderzenia o nieużytek rozpadł się na kilka części. 2-letni chłopiec, Mohammed el-Fateh Osman przeżył wypadek, po czym przewieziony został do Wielkiej Brytanii na leczenie.

## Narodowości ofiar katastrofy
| Kraj                         | Pasażerowie | Załoga | Razem |
| ---------------------------- | ----------- | ------ | ----- |
| Sudan                        | 99          | 11     | 110   |
| Indie                        | 3           | -      | 3     |
| Chiny                        | 1           | -      | 1     |
| Etiopia                      | 1           | -      | 1     |
| Wielka Brytania              | 1           | -      | 1     |
| Zjednoczone Emiraty Arabskie | 1           | -      | 1     |
| Razem                        | 106         | 11     | 117   |

- Źródło:[2].